# رئوف مهدی‌اف
رئوف مهدی‌اف (انگلیسی: Rauf Mehdiyev؛ زادهٔ ۱۷ اکتبر ۱۹۷۶) بازیکن فوتبال اهل جمهوری آذربایجان است.
از باشگاه‌هایی که در آن بازی کرده‌است می‌توان به باشگاه فوتبال باکو، باشگاه فوتبال شمکر، باشگاه فوتبال قره‌باغ، باشگاه فوتبال نفتچی باکو، باشگاه فوتبال شوالان، باشگاه فوتبال مویک باکو، باشگاه فوتبال کاروان، و باشگاه فوتبال سیمرغ زاقاتالا اشاره کرد.
وی همچنین در تیم ملی فوتبال جمهوری آذربایجان بازی کرده‌است.